# Guerra de Decelia
La guerra de Decelia o guerra decélica (413 a. C.-404 a. C.), también conocida como guerra de Jonia o guerra jónica, representó la tercera y última parte de la guerra del Peloponeso. Tuvo lugar a continuación de la expedición a Sicilia (415 a. C.-413 a. C.)
La historiografía griega le adjudicó el nombre de guerra de Decelia debido a la importancia estratégica que adquirió el fuerte del demo de Decelia, erigido años antes por los espartanos. Allí se estableció una guarnición permanente, que constituiría el punto de partida desde el cual los peloponesios ejercieron un hostigamiento constante sobre el resto del Ática a partir de la primavera de 413 a. C.
La denominación alternativa de guerra de Jonia o guerra jónica se debe a que el principal teatro de operaciones militares fue la región griega de Jonia (ubicada en la costa de Asia Menor). El control de la Grecia asiática, junto con la presión ejercida sobre el Ática, podía hacer bascular la victoria hacia el campo peloponesio.
El historiador ateniense Tucídides hace hincapié en los cuantiosos daños materiales que la ocupación de Decelia causaba a la economía del Ática, con respecto a las breves y periódicas invasiones durante la guerra arquidámica.
Esta fase de la guerra del Peloponeso, en la que juegan un papel activo los aliados de Atenas, marca la entrada en escena del Imperio persa: los atenienses no habían tenido ningún conflicto con los persas tras la guerra de Samos. Su intervención sería decisiva para la victoria espartana.
El relato de Tucídides es la fuente principal de lo ocurrido hasta el otoño de 411 a. C., fecha en la que se interrumpe su Libro VIII, el cual dejó sin acabar luego de narrar la batalla de Cinosema. El desarrollo del resto del conflicto fue escrito por Jenofonte, quien llevó a término el relato de la guerra del Peloponeso en los Libros I y II de las Helénicas.

## Antecedentes

### Expedición a Sicilia

El recorrido de la flota ateniense a Sicilia.

La expedición a Sicilia llevada a cabo por Atenas entre 415 a. C. y 413 a. C. había finalizado, dando como resultado una enorme pérdida de recursos monetarios, humanos y materiales para Atenas y la Liga de Delos.
Ello provocó el declive de la talasocracia, y disminuyó la hegemonía de Atenas sobre el mar Egeo y las polis minorasiáticas, conscientes del debilitamiento del poderío naval ateniense.
Así termina Tucídides su relato sobre esta expedición:

Los atenienses fueron derrotados en todos los campos, sufrieron sobremanera; fueron vencidos en toda regla: su flota, su ejército, todo fue aniquilado, y muy pocos hombres lograron regresar a sus hogares.

Los cuatro estrategos que comandaron las fuerzas atenienses en Sicilia sufrieron diversa suerte: Alcibíades huyó, uniéndose a los espartanos cuando los trirremes oficiales del Estado ateniense fueron a apresarle, para enjuiciarle en Atenas. Lámaco murió en combate durante el segundo año de la guerra (414 a. C.). Nicias y Demóstenes fueron ejecutados sin juicio previo.

### Atenas
Tras el desastre de la expedición siciliana, con el consecuente desplome moral ateniense, nació en la ciudad un sentimiento regeneracionista. En otoño de 413 a. C. se fundó una comisión de ancianos (próbulos, probouloi). Era esta una institución propia de un gobierno oligárquico, por el reducido número de sus miembros —eran diez— y la edad mínima requerida era de 40 años. La comisión se encargó de examinar todas las propuestas presentadas con el objetivo de paliar la crisis económica. No obstante el pasado demócrata de alguno de los próbulos como Sófocles y Hagnón, su nombramiento precursó el movimiento antidemocrático de 411 a. C.
La armonía entre las clases económicas se había basado en el interés común por la supervivencia del Imperio: cleruquías y soldadas para los hoplitas y tetes; y para los ricos, terrenos en ultramar y exención de subvenir a pagar la flota (cf. trierarca). Pero al eliminarse estas ventajas económicas desapareció la solidaridad de clases.
El hecho de que la derrota de Sicilia tuviera lugar a fines de la buena estación de navegación fue una circunstancia favorable para poder reconstruir una flota. En verano de 412 a. C., mientras el dominio sobre la Grecia asiática se quebraba, se tomó por decreto la decisión de recurrir a la reserva de mil talentos del tesoro de la diosa Atenea que Pericles había creado en 431 a. C. Las dificultades que entrañaba el cobro del phoros (tributo) a los aliados, llevó a la sustitución de este durante un tiempo por un impuesto de 1/20 (eikosté) sobre el comercio marítimo. Dicho impuesto resultó insuficiente, por lo que los atenienses intentaron en ocasiones elevar el phoros a los aliados recalcitrantes, y hubieron de adoptar otras medidas en situaciones dramáticas.

### Esparta
En otoño de 413 a. C., el optimismo reinaba en Esparta puesto que creían que la victoria de la Liga del Peloponeso en Sicilia les permitiría en breve derrotar definitivamente a los atenienses y conseguir la supremacía en toda Grecia.
Ya antes del fin de la guerra de Sicilia, y aprovechando los consejos de Alcibíades, el rey Agis II (que ostentaba conjuntamente el poder en Esparta con Plistoanacte) había relanzado la guerra en la primavera de 413 a. C. con la invasión del Ática y la fortificación de Decelia.
La Liga del Peloponeso, sin embargo, seguía sin contar con una flota que estuviera en condiciones de competir con la ateniense. Por ello, los espartanos buscaron la ayuda del representante del Imperio aqueménida en Sardes, el sátrapa Tisafernes.

### Imperio aqueménida
A pesar de contar con algunos datos de historiadores griegos como Ctesias, la información sobre el Imperio aqueménida antes y después de la Paz de Calias (c. 449 a. C.) es fragmentaria. Es posible que la pasividad persa de esta etapa viniera motivada por un periodo de turbulencias internas, revueltas de sátrapas en la periferia e intrigas de corte, aunque estos sucesos no han sido confirmados.
Después de un largo y fructífero reinado de cuarenta años, murió en Persia Artajerjes I (425/424 a. C.) Le sucedieron por breve tiempo sus hijos Jerjes II y Sogdiano. En 424 a. C., se consolidó en el poder un tercer hijo, Darío II, que hasta entonces había ocupado el cargo de sátrapa de Hircania. Artajerjes y Darío II entablaron negociaciones con los atenienses firmando, en 424 a. C.-423 a. C., el tratado de amistad conocido como «Tratado de Epílico» - bautizado así por el nombre del diplomático ateniense - cuyo contenido se desconoce. Se ha especulado que el tratado constituyera una reafirmación de la Paz de Calias, mediante el cual Atenas cubría sus espaldas frente a futuros enfrentamientos con Esparta. Aristófanes alude a tratos financieros desde inicios del 425 a. C.
En 415 a. C., Tisafernes se enfrentó a Pisutnes, sátrapa de Lidia rebelado contra Darío II. El sátrapa rebelde reclutó mercenarios griegos capitaneados por un oficial ateniense. Parece que este traicionó a Pisutnes entregándolo a Tisafernes. Como recompensa por sus servicios, Tisafernes fue nombrado sátrapa de Hircania.
El apoyo ateniense a los rebeldes Pisutnes y Amorges, sublevados contra Darío, suponía a su juicio una violación de la Paz de Calias, que había sido renovada en el mencionado Tratado de Epílico. Por tanto, cuando se conoció en Persia la catástrofe siciliana, el rey aqueménida Darío II exigió a las ciudades griegas de Asia Menor e islas adyacentes el tributo atrasado, lo que significaba que las seguía considerando parte del Imperio. Aunque las fuerzas militares persas no tuvieran peso fuera de Asia, el apoyo financiero a Esparta resultaba crucial para someter a Atenas definitivamente. Esparta no puso reparos en sacrificar estas polis griegas, pues desde el 412 a. C. recibía fuertes subvenciones del tesoro persa.

## Reactivación de la guerra en el Egeo (413-411a.C.)

### Apoyo ateniense a la rebelión caria
La ayuda ateniense a Amorges, sucesor e hijo bastardo de Pisutnes, a la cabeza de la rebelión caria desencadenó una serie de revueltas en los territorios griegos de Asia Menor, alentados por el Imperio aqueménida. Según el historiador alemán, Hermann Bengtson, «dicha intervención de Atenas fue, de hecho, una violación de la Paz de Calias. Pero los atenienses no parecían tener el más mínimo escrúpulo en este sentido». Tucídides no da fecha a este suceso hasta el libro VIII (411 a. C.), aunque probablemente se remontara a unos pocos años antes: De hecho, Ctesias supo de la ayuda del ateniense Licón a Pisutnes poco después del año 423 a. C. Descartar a Licón, según el historiador Simon Hornblower, «sería arriesgado porque era un aventurero privado».
Según Simon Hornblower, Tucídides «exagera y dramatiza sobre dicha revuelta», cuando recoge que los súbditos de Atenas estaban todos dispuestos a rebelarse como consecuencia de la derrota ateniense en Sicilia.

(...) y creían que sus enemigos sicilianos iban a zarpar con su flota contra El Pireo (...) y que sus enemigos de Grecia con todos sus efectivos redoblados iban a acosarlos tanto por tierra como por mar y, que con ellos marcharían sus propios aliados, que habrían hecho defección de la Confederación de Delos.
Tucídides, Historia de la guerra del Peloponeso viii.1.2-3.

Mapa de Grecia en la época de la guerra de Decelia.

Los persas, pese a la intromisión ateniense en el asunto de Amorges, no estaban dispuestos a ofrecer ayuda incondicional a Esparta, con la que técnicamente seguían en guerra desde 479 a. C., puesto que la Paz de Calias (449 a. C.) solo incluía a los atenienses. La potencia asiática pretendía que Esparta abandonara sus reivindicaciones sobre Asia. Estos sucesos rompieron la frontera política que las victorias de las guerras médicas habían trazado entre Anatolia y la Hélade.

### Toma de Decelia
En la primavera de 413 a. C., el rey espartano Agis II, aconsejado por Alcibíades, capturó Decelia, una fortaleza en territorio ateniense. La devastación de las costas de Laconia por una flota ateniense, clara violación de la Paz de Nicias a ojos espartanos, le sirvió como justificación. La fortaleza le sirvió como base de operaciones desde donde efectuar saqueos metódicos por toda Ática. La elección de esta población no fue arbitraria. Situada a unos 22 km al noreste de Atenas, pasaba por ella la ruta más corta hacia la isla de Eubea, «una posesión territorial de la mayor importancia para los atenienses, ya que obtenían de ella más ganancias que de toda el Ática».
A la ocupación permanente de Decelia, que arruinaba los campos del Ática, se sumaron otros dos hechos:
- por una parte, que la ruta de importaciones de Eubea a través de Oropo y Decelia quedó cortada,[nota 3] y
- por otra, la paralización de la explotación de las de minas de plata de Laurion, que sufragaba el gasto bélico ateniense, y que no había sucedido años antes en las breves incursiones peloponesias durante la guerra arquidámica.[23]

Los atenienses habían quedado privados de una gran parte de su territorio y habían perdido más de veinte mil esclavos, en su mayor parte artesanos, que se pasaron al enemigo. Además, perdieron todos sus rebaños y animales de carga.

### Sublevación de los aliados de Atenas
Ayudados financieramente por Tisafernes, el sátrapa persa de Sardes, los lacedemonios concentraron sus esfuerzos en romper los lazos de Atenas con sus aliados. A partir de 412 a. C., esta estrategia espartana, aliada con las pretensiones persas, encontró eco en muchos de los aliados de Atenas: Eubea, Lesbos, Quíos, Eritrea, Mileto, Metimna, Mitilene, Lebedos, Clazómenas y Teos, entre otras, se sublevaron contra Atenas y entablaron negociaciones con Esparta. Particularmente importante fue la defección de Quíos, que hasta entonces había suministrado una cantidad importante de barcos a Atenas. En estas negociaciones intervinieron los sátrapas Tisafernes de Sardes y Farnabazo II de Dascilio.

El principal aliado de Atenas a partir de entonces fue Samos, que permaneció fiel a los atenienses y sirvió de base a su ejército y su flota.
Los aliados de Atenas que habían abandonado su causa solicitaron a los espartanos que mantuvieran las promesas de liberación hechas al comienzo de la guerra arquidámica, que les enviasen una flota de socorro y que colaborasen en los nuevos frentes de lucha en Jonia y en el Helesponto. Tucídides recuerda las promesas que Tisafernes y Farnabazo hicieron a Esparta, entre otras, la de financiar la guerra contra Atenas.

## La crisis de 411a.C. en Atenas

### Antecedentes
El partido oligárquico se constituyó en la década del 440 a. C. en torno a Tucídides de Alopece (demo del Ática) para oponerse a la política de Pericles. El ostracismo al que fue condenado aquel (442 a. C.) debilitó algún tiempo la oposición oligárquica, pero esta no tardó en sustituir a sus dirigentes durante los años que precedieron al desencadenamiento de la guerra del Peloponeso. En este tiempo, fueron incoados varios procesos judiciales contra los enemigos políticos de Pericles.
Los adversarios del régimen democrático, que no aceptaban la soberanía del dêmos (el pueblo), se reunían en pequeños grupos que recordaban a las heterías aristocráticas. Elaboraron una propaganda que reclamaba el retorno a la patrios politeia, a la antigua constitución.

### Eldêmos, los oligarcas y la democracia
La guerra era consecuencia directa del imperialismo ateniense sobre el mundo griego. Por su modo de gobierno, el dêmos era el más firme partidario de la hegemonía de Atenas. Más aún, esta hegemonía se hacía necesaria para el correcto funcionamiento de la democracia. El hastío bélico despertó voces que pedían una reforma constitucional, que sustrayera al pueblo su soberanía y a los oradores su influencia. Estas voces fueron alentadas por el partido oligarca, de clara tendencia antidemocrática. Aunque reducida en número, esta facción fue creciendo en poder e influencia desde el comienzo de la guerra.

### Gestación
Los oligarcas esperaban el momento propicio para derribar el régimen democrático y negociar con Esparta. Sin embargo, la solidez de la democracia ateniense y su amplia aceptación social les obligaron a actuar con prudencia. Intentaron ganarse poco a poco la lealtad de aquellos atenienses descontentos por los fracasos militares y, sobre todo, al conjunto de pequeños propietarios arruinados por la guerra.
En invierno de 412-411 a. C. en un escenario indeciso, donde eran frecuentes las escaramuzas entre ambos bandos, los peloponesios concluyeron un segundo tratado con Persia. En este tratado se concretó la alianza contra los atenienses, además de la ayuda financiera del rey Darío II a las tropas peloponesias. En este contexto, los rodios decidieron pasarse al campo peloponesio. Alcibíades —por entonces mal considerado en Esparta— deseaba recuperar su posición en Atenas, a la que había traicionado durante la expedición siciliana, utilizando sus relaciones con Tisafernes en provecho de la ciudad.

#### Alcibíades

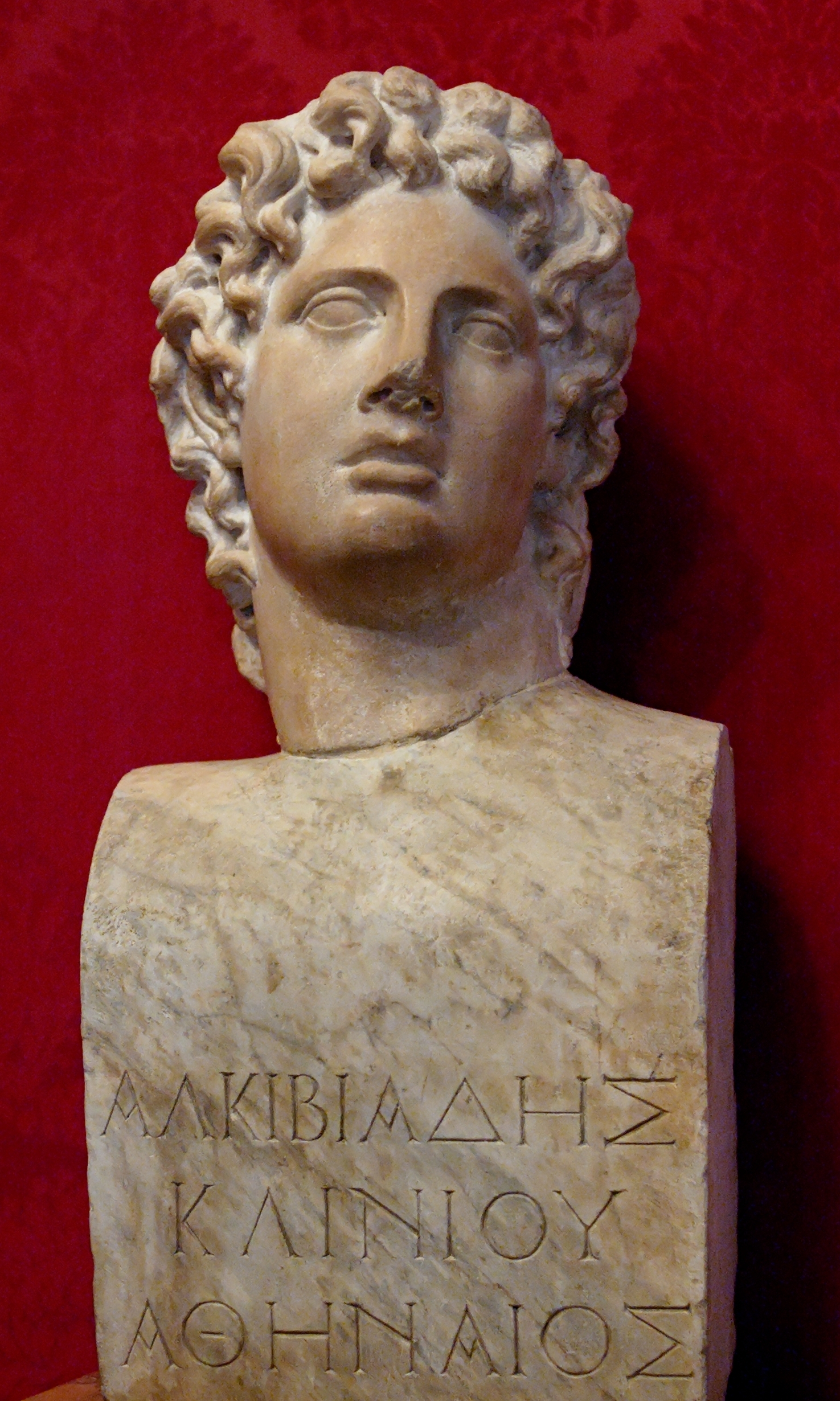
Alcibíades incitó el golpe oligárquico con la promesa de ayuda persa para Atenas si la democracia era derrocada.

Paradójicamente, fue Alcibíades quien proporcionó a los oligarcas conjurados la excusa para actuar. Es conveniente, antes de continuar con el complot oligárquico, hacer una breve digresión sobre este general y político:
Alcibíades fue enviado a Sicilia como uno de los cuatro estrategos al mando de la expedición ateniense. Poco tiempo después de su desembarco en la isla fue conminado a regresar a Atenas para comparecer ante los tribunales por el asunto de la mutilación de los hermas. En el viaje de vuelta huyó a la ciudad de Turios, en Italia meridional, desde donde se trasladó al Peloponeso. En aquel momento, Atenas y Esparta se encontraban nominalmente en paz, aunque en la práctica ambas potencias mantenían una «guerra fría». Según Claude Mossé «cabe la posibilidad de que Alcibíades creyera que no traicionaba a nadie yéndose a refugiar a Esparta». El historiador francés apunta la posibilidad de que aconsejara al rey espartano Agis II invadir el Ática y acantonarse en Decelia. Fue obligado a abandonar Esparta por las fundadas sospechas de que era amante de la esposa del monarca espartano. Se refugió en la corte de Tisafernes, desde donde comenzó su hábil estrategia. Por un lado, utilizó su influencia sobre Tisafernes para desligar al sátrapa de la alianza espartana, sin que ello supusiera acercarlo a una Atenas dominada por los demócratas radicales. Por otro lado, mediante promesas de ayuda financiera de Tisafernes, trató de convencer a los atenienses de que establecieran un gobierno oligárquico en la ciudad.
Consiguió que la mayoría de los estrategos atenienses acantonados en Samos escucharan sus propuestas. En particular Pisandro, que marchó a Atenas para convencer al pueblo de que Alcibíades debía regresar y de la adopción provisional del cambio de régimen político. Pisandro encabezó una embajada de diez comisarios para negociar los términos acordados por la Asamblea del pueblo ateniense con Tisafernes, quien influido por Alcibíades endureció sus exigencias y pretendía atribuirse todo el mérito. El resultado fue que el sátrapa acercó posturas con los lacedemonios, con quienes firmó un tercer tratado recogido por Tucídides. En él, por primera vez se confirmaban los subsidios persas, al mismo tiempo que se comprometían a prestar apoyo naval en el Egeo para combatir a Atenas.
Pisandro y sus acompañantes regresaron a Samos. Con el apoyo de las heterías atenienses, el estratego planeó derribar a las democracias de esta isla y de sus aliados y establecer una oligarquía en Atenas. La situación de crisis de la ciudad ática, privada a la vez del phoros y de su territorio, constituía un caldo de cultivo ideal para el golpe de Estado.
El juego personal de Alcibíades, conjurado con los oponentes atenienses a la democracia, acarreó el establecimiento temporal del régimen oligárquico en la ciudad.

## Golpe de Estado oligárquico

### Los Cuatrocientos

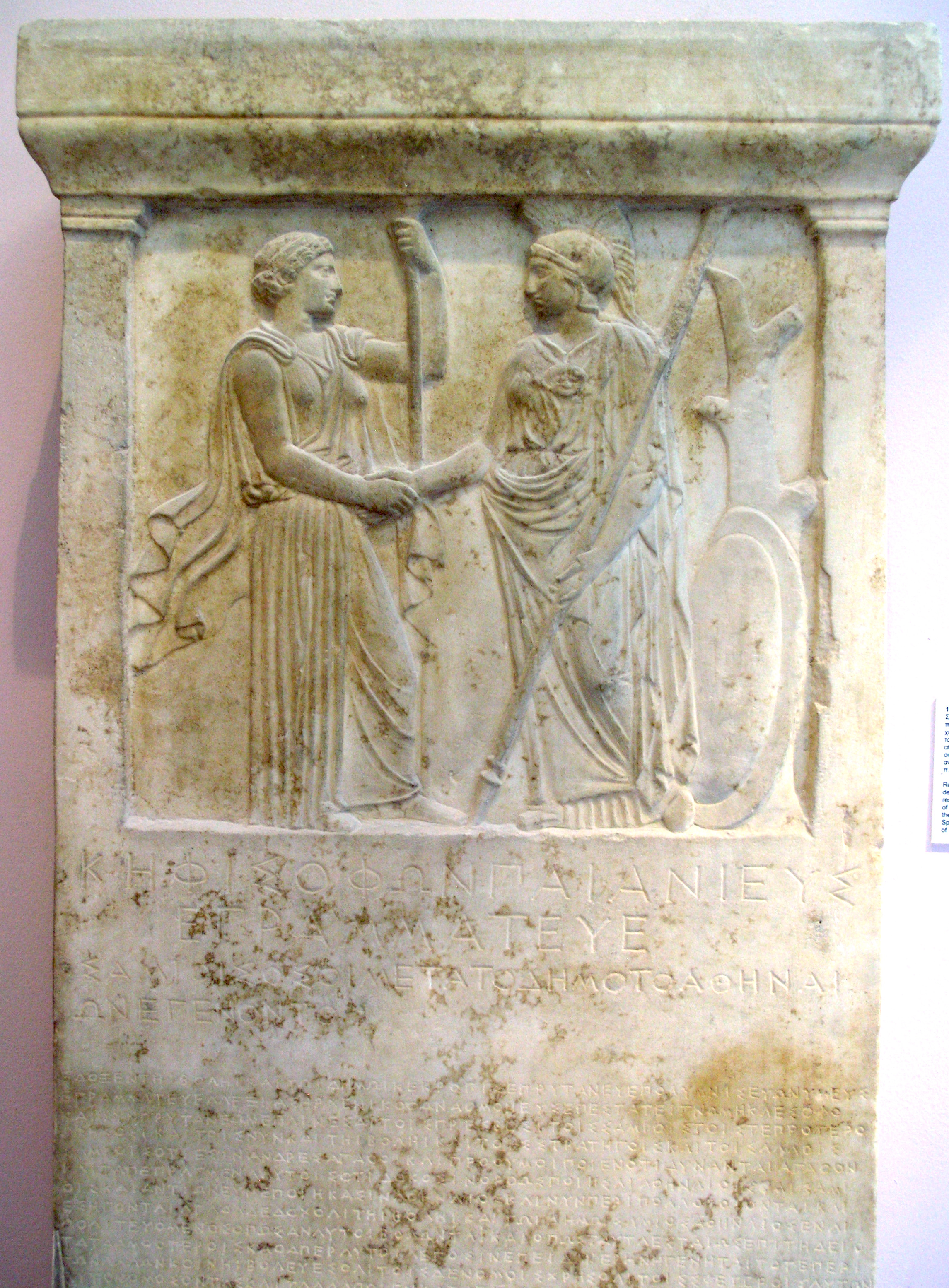
Copia del decreto honorífico de 405 a. C. por el que Atenas agradece a Samos serle fiel. La inscripción representa a las diosas tutelares de las dos ciudades, respectivamente Atenea y Hera, dándose la mano. Museo de la Acrópolis de Atenas.

El golpe de Estado de los Cuatrocientos, en el año 411 a. C., derrocó al gobierno democrático de Atenas, reemplazándolo por una efímera oligarquía. Fue conducido por un grupo de prominentes ciudadanos atenienses, quienes ocupaban puestos de poder en la guarnición ateniense de Samos. Actuaron en coordinación con Alcibíades, que prometía ofrecer apoyo persa a Atenas si la democracia era derrocada. Las negociaciones, sin embargo, quedaron rotas cuando Alcibíades se vio incapaz de cumplir lo prometido. No obstante, los líderes del movimiento oligárquico siguieron adelante con sus planes iniciales.
Los oligarcas urdieron en realidad dos golpes de Estado: uno en Atenas y otro en Samos, donde la marina ateniense tenía su base. El golpe de Estado en Atenas transcurrió sin mayores complicaciones y la ciudad cayó bajo el control de «Los Cuatrocientos». En Samos, por el contrario, la conspiración fue neutralizada por los demócratas samios y los oficiales prodemócratas de la flota ateniense. Los hombres de la flota apercibidos del golpe de Estado en la metrópoli, sustituyeron a sus generales por otros nuevos, anunciando que la ciudad se había rebelado contra ellos y no ellos contra la ciudad. Los nuevos jefes de la flota organizaron la destitución de Alcibíades en Samos y proclamaron su intención de batallar contra Esparta.

### Los Cinco Mil
En Atenas pronto surgió un conflicto entre oligarcas moderados y extremistas. Los moderados, liderados por Terámenes y Aristócrates, pidieron la sustitución de los Cuatrocientos por la oligarquía más amplia de «los Cinco Mil». Este gobierno incluiría a todos los ciudadanos de la clase de los zeugitas o de la clase superior de los hippeis (caballeros), y tenía como pretensión «recobrar la concordia social» (homónoia).
El Consejo de los Quinientos (Boulé) quedó disuelto y solo mantuvieron derechos políticos cinco mil ciudadanos. Los oligarcas impusieron un gobierno de 30 plenipotenciarios, entre los que se encontraban los diez probuloi. También eligieron cinco proedroi («presidentes») encargados de designar a cien ciudadanos. Cada uno de estos cien elegiría, a su vez, a otros tres ciudadanos, con lo que quedaría constituido el Consejo de los Cuatrocientos. De esta manera, la Boulé democrática de los Quinientos, elegida por sorteo, era sustituida por una Boulé «cooptada» que ejercía la soberanía y que convocaría a los Cinco Mil cuando le apeteciera. Además, se suprimieron todas las retribuciones públicas (misthoi) que los ciudadanos cobraban hasta entonces por la asistencia al tribunal de la Heliea y a la Boulé. Solo se mantuvo la paga para el servicio militar. Esta medida supuso un gran alivio para las finanzas públicas. Del seno del Consejo de los Cuatrocientos se elegían los estrategos y los demás magistrados y cargos públicos.

### Reacciones

#### En el Egeo
El cambio constitucional no fue aceptado por la flota establecida en Samos. Los estrategos León y Diomedonte, el trierarca Trasíbulo y el hoplita Trasilo, se enteraron de la conjura de los oligarcas y lo comunicaron a los marinos - la mayoría de los cuales pertenecía a la clase de los thetés, a quienes armaron contra los conjurados. El régimen democrático en Samos quedó reforzado y los soldados destituyeron de sus cargos a los estrategos y trierarcas favorables a la conjura de Atenas, colocando a Trasíbulo y Trasilo en su lugar. Constituidos en auténtica asamblea de ciudadanos, también eligieron para el cargo a Alcibíades. Después iniciaron la lucha contra los peloponesios en Jonia y en el Helesponto. Aconsejados por Alcibíades iniciaron negociaciones con los enviados de los Cuatrocientos.

#### En Atenas
Entretanto, en Atenas comenzaba a producirse la escisión entre los oligarcas. A Terámenes le inquietaba la reacción de Alcibíades y de los demócratas de Samos. Negociaron un acuerdo por el que se respetaba el gobierno de los Cinco Mil, aunque se elegiría de su seno nuevos bouleutas (consejeros).
Bajo presión, Antifonte, Pisandro y Aristarco, los jefes extremistas, entablaron negociaciones de paz con Esparta, y empezaron a construir una fortificación en el puerto de El Pireo, que podrían haber planeado entregar a los espartanos. Después de que Frínico, líder de los extremistas, fuera asesinado en el ágora, los moderados se hicieron más fuertes y arrestaron a Alexicles, un general extremista en El Pireo.
Terámenes y sus seguidores empujaron a los hoplitas para que se rebelaran contra los Cuatrocientos y devolvieran la autoridad a los Cinco Mil. La confrontación terminó con los hoplitas en El Pireo, destruyendo la nueva fortificación. Varios días después, los Cuatrocientos fueron oficialmente reemplazados por los Cinco Mil, que gobernaron durante varios meses más. La victoria ateniense en Cícico abrió el camino de regreso de la democracia.

##### El régimen constitucional mixto de los Cinco Mil
Según Tucídides, la nueva constitución ateniense combinaba acertadamente elementos oligárquicos y democráticos.
La amnistía de Alcibíades y el restablecimiento de las relaciones con Samos fueron los actos más importantes de los Cinco Mil. No obstante, debieron ceder su lugar a la democracia radical restaurada en 410 a. C. Hicieron funcionar el Consejo de los Quinientos y los jurados con las antiguas dietas.
Cleofonte, líder de la facción demócrata radical, se hizo con el poder. Se desconocen muchos detalles de esta crisis, ya que la obra de Tucídides se interrumpe en este punto y ni Jenofonte ni Aristóteles explican de modo satisfactorio la evolución de los acontecimientos a este respecto.

## Batallas navales (411-406a.C.)

### Victorias atenienses

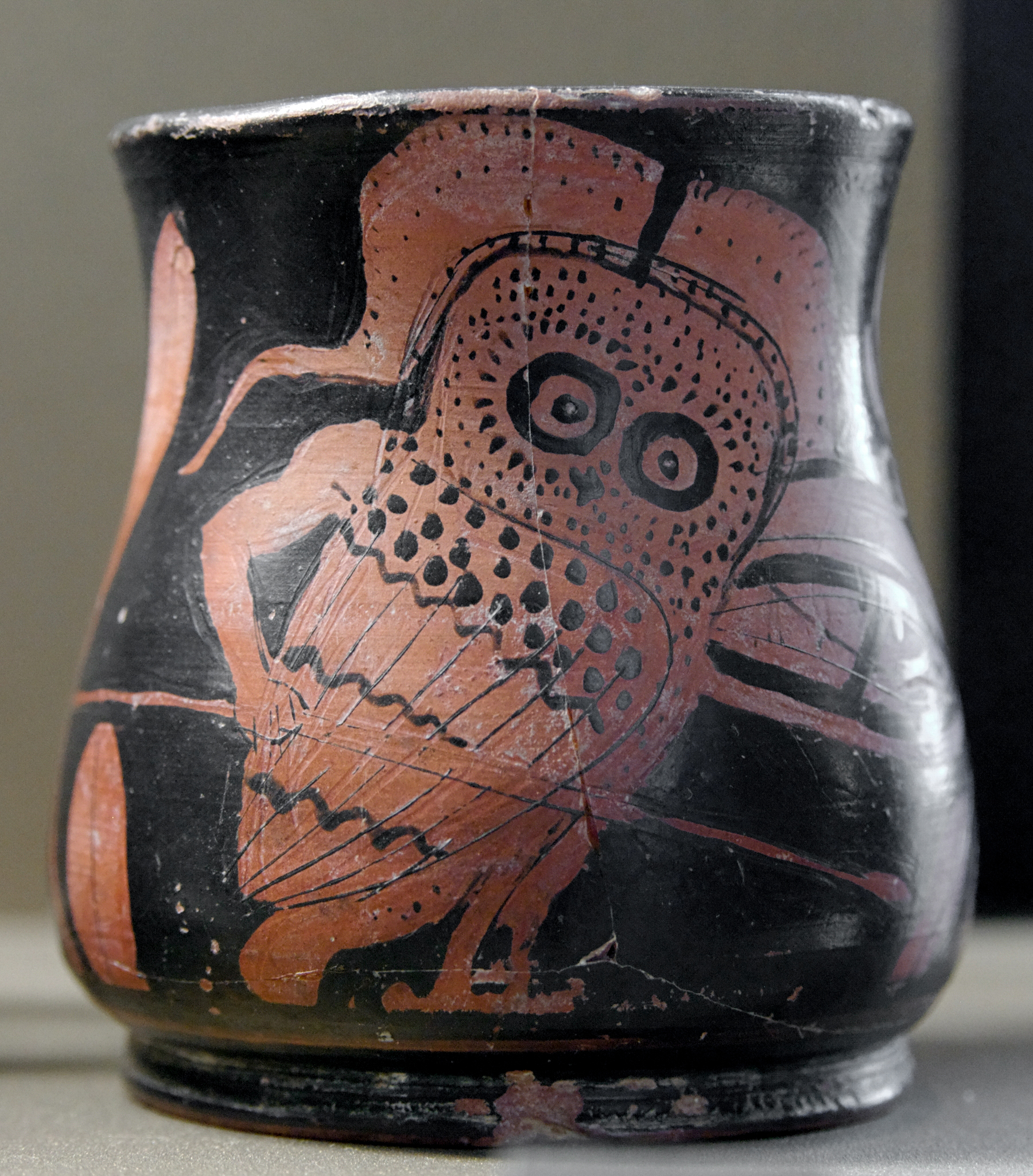
Lechuza —ave rapaz que representaba a Atenea— armada. Sirva como alegoría de Atenas en pie de armas durante esta guerra. Enócoe de figuras rojas, c. 410-390 a. C.

Las acciones de la flota ateniense estuvieron encaminadas a recobrar los territorios sublevados y el control de los estrechos del Helesponto y del Bósforo para garantizar el suministro de grano procedente del Quersoneso y de otros territorios de la costa del mar Negro. La flota ateniense obtuvo algunos éxitos en el Helesponto frente a la escuadra peloponesia en Cinosema, Abidos (411 a. C.) y Cícico (410 a. C.): Atenas dejaba constancia de su superioridad naval al dominar de nuevo el centro vital de los estrechos. La derrota de los espartanos en Cícico fue tan grave que Esparta solicitó la paz sobre la base de mantener el Imperio ateniense y cambiar Decelia por Pilos y Citera. La propuesta fue rechazada de plano por los demócratas radicales, presididos por Cleofonte.
La ocupación de Pilos había tenido lugar en 425 a. C., durante la guerra arquidámica: una escuadra de la flota en travesía hacia Sicilia se detuvo en Pilos a propuesta de Demóstenes. Fortificó la plaza y amuralló el puerto. Atenas se proponía establecer una base permanente con la intención de cortar la ruta de los barcos mercantes, ya que era una bahía protegida y casi cerrada por la isla de Esfacteria. Los lacedomonios, quince días después de haber acampado en el Ática se retiraron a su región y se aprestaron a marchar contra Demóstenes por tierra y a desembarcar en la costa sudoccidental de Pilos, ante el temor de los espartanos de una insurrección de los mesenios alentada por los atenienses. Trascurridos tres días de ataque terrestre y naval fracasaron.
En el verano de 424 a. C. la isla de Citera había sido ocupada por una fuerza expedicionaria, bajo el mando de los estrategos atenienses Nicias, Diítrefes y Autocles, compuesta por 60 naves atenienses, 2000 hoplitas, un pequeño contingente de caballería y soldados de Mileto y de otras polis aliados.
En 409 a. C., Alcibíades recuperó Calcedón y Bizancio y obligó a los espartanos y a Farnabazo a negociar. Al mismo tiempo, Trasíbulo reconquistaba Tasos y las localidades rebeldes de Tracia.
En 408 a. C., Alcibíades regresó a Atenas, donde se le dispensó una acogida triunfal y fue elegido estratego junto con Trasíbulo y Conón para el periodo de 407-406 a. C. La Asamblea le concedió plenos poderes para proseguir la guerra por tierra y por mar. Tres meses después se pondría al frente de las operaciones en Jonia.

Mapa del área del Quersoneso Tracio, escenario de varias batallas.
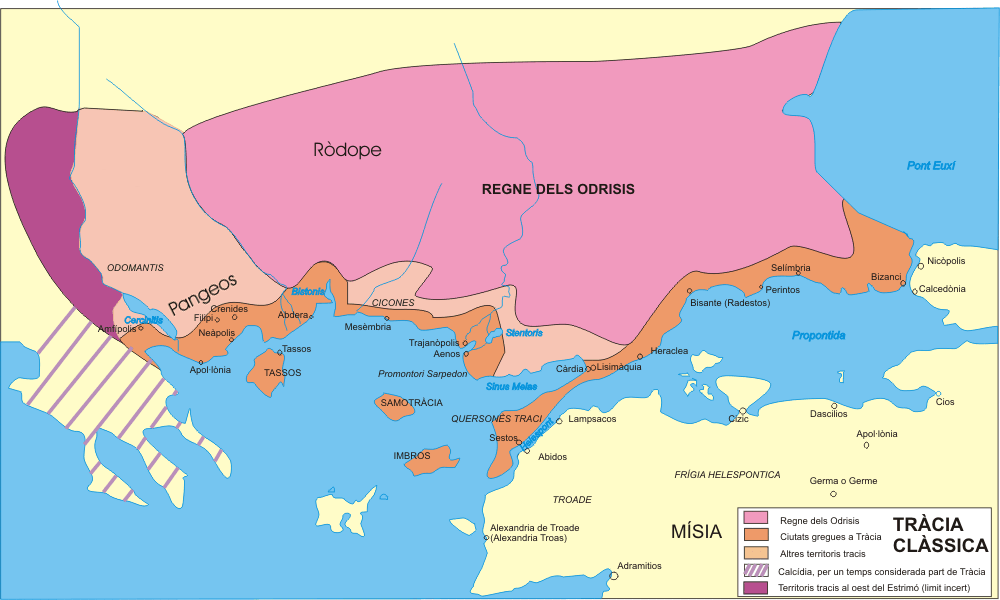
Tracia clásica, la región noreste del mar Egeo, el mar de Mármara y la costa noroeste de Anatolia.

### Victoria espartana
Sin embargo, en 406 a. C., los peloponesios, con Lisandro al mando, consiguieron derrotar a los atenienses en la batalla de Notio. Los atenienses habían estado sitiando Focea y a causa de la derrota se vieron obligados a levantar el asedio. Alcibíades fue relevado del mando y se exilió en sus posesiones de Tracia.

### La Batalla de Arginusas y sus consecuencias
Ese mismo año, Conón y los estrategos Diomedonte, León y Trasíbulo equiparon 150 trirremes con la ayuda de Samos. Con esta flota rompieron el bloqueo que sufría Conón en el puerto de Mitilene y batieron a los espartanos en la batalla de las islas Arginusas, cerca de Lesbos.
En el enfrentamiento Esparta perdió la mitad de su flota y pereció el navarca espartiata Calicrátidas. Atenas perdió 25 naves y una repentina tempestad impidió el rescate de los náufragos atenienses. Los estrategos fueron condenados a muerte por la Asamblea, que los juzgó de manera colectiva y no individual. Entre ellos se encontraba Pericles el Joven, hijo de Pericles y Aspasia.
Este proceso judicial representó un gran error jurídico y político. Según Jenofonte, Sócrates, uno de los pritanos, que ostentaba a la sazón el cargo de epístata (equiparable a presidente del Estado), fue el único que se manifestó en contra del procesamiento en un juicio único.

## Derrota final de Atenas

### La gran crisis del imperio ateniense: el principio del fin
La Batalla de las Arginusas y el juicio y la condena de los generales que participaron en ella gestaron la crisis del Imperio ateniense. El posterior socavamiento de la democracia tradicional y el arrepentimiento de la Asamblea responsable de la ejecución de los generales, ejercieron como agravantes de la misma.
Esta crisis fue agravada por el rechazo de los atenienses, convencidos por el político Cleofonte, de las proposiciones de paz de los espartanos, que querían terminar con los gastos ocasionados por la guerra. Anteriormente los atenienses habían rechazado otra oferta de paz que se produjo después de la batalla de Cícico.
Como resultado del rechazo a la propuesta de paz, una embajada conjunta de espartanos y persas, procedente de Jonia y enviada a Esparta por Ciro el Joven, reclamó el regreso de Lisandro al frente de la flota peloponesia.
Durante la primavera de 405 a. C., Lisandro, financiado por Ciro, acometió en Éfeso la reconstrucción de una flota de al menos 200 trirremes. Al principio se contentó con dar pequeños golpes de mano contra algunas ciudades fieles a los atenienses. Mientras, afianzó su posición en Egina, isla en la que celebró un encuentro con el rey Agis. Durante esta entrevista se urdió la reconquista de los Estrechos del Egeo, lo que a la postre resultaría fatal para la capital del Ática. La flota peloponesia zarpó rumbo al Helesponto y tomó Lámpsaco. La escuadra ateniense de 18 trirremes que la perseguía, para interceptarla o llegar al Helesponto antes que Lisandro, arribó justo a tiempo de enterarse de la caída de Lámpsaco y viró hacia Egospótamos con la pretensión de atraer a la flota peloponesia al combate. Lisandro, debido a la experiencia de las batallas de Cícico, Arginusas y de otras veces en que los atenienses habían demostrado su superioridad táctica, prefirió utilizar la sorpresa y la astucia antes que una arriesgada batalla en formación.
Los atenienses, por su parte, no tomaron la iniciativa, y vararon sus barcos en la orilla.
Alcibíades, exiliado desde la batalla de Notio, llegó a caballo desde sus posesiones en Tracia ante la flota ateniense e intentó convencer a los estrategos de que la playa arenosa de Egospótamos era indefendible. Dada la imposibilidad de obtener suministros sugirió desplazarse a la polis de Sestos. Allí la flota gozaría de protección y aprovisionamiento. Además apuntó la posibilidad de que un grupo de tracios con los que había tratado atacarían el campamento enemigo si se les otorgaba parte del mando.
Alcibíades consideraba que esta era su última oportunidad para ascender. Sus argumentos fueron desoídos y los estrategos le respondieron «que se ocupara de sus asuntos».

### Acontecimientos que precipitaron la caída de Atenas
Se desconocen los pormenores de la catástrofe ocurrida a finales de agosto de 405 a. C. debido a la disparidad entre las fuentes. Según recoge Diodoro y determinados fragmentos de los oradores Lisias e Isócrates —quienes según Édouard Will inspiran más credibilidad que Jenofonte—, la flota ateniense fue sorprendida por Lisandro cuando se decidió a reemprender la marcha, aún con la mayoría de sus barcos en tierra. El triunfo de Lisandro pareció realmente fácil: capturó la mayor parte de la flota, escapando únicamente de diez a veinte naves. De éstas, algunas llevaron la noticia de la derrota a Atenas, mientras el resto partían hacia el exilio con Conón a bordo. Los escasos combatientes que pudieron refugiarse en Sestos se rindieron pocos días más tarde.
Lisandro sabía que Atenas se hallaba a su merced, por lo que se centró en cerrar los Estrechos, reconquistando Calcedón y Bizancio en el proceso. Liquidó así los restos del Imperio ateniense en el Egeo: las ciudades aliadas capitularon y se entregaron a gobiernos oligárquicos reducidos (decarquías). Estos gobiernos fueron apoyados militarmente por guarniciones peloponesias enviadas por los harmostas o gobernadores. La única ciudad que resistió fue Samos. Los supervivientes de Melos y los desterrados de Egina y otros lugares pudieron regresar a sus patrias.

### En las puertas de Atenas
Hacia el mes de octubre del mismo año de 405 a. C., Lisandro se situó delante de Atenas, que ante la inminente amenaza había cerrado Falero y Muniquia, dos de sus tres puertos militares. Al conocer la derrota de Egospótamos los atenienses se armaron de valor y decidieron resistir, conocedores de que descartada la capitulación estaban abocados al hambre y al exterminio.
Pausanias, diarca de Esparta, llegó a la cabeza de un ejército con el que reforzó las tropas de su colega Agis, y ambos diarcas acamparon frente a la ciudad. Los 150 trirremes de Lisandro completaban el bloqueo. Ante la escasez de víveres, la Ekklesía ofreció a Agis la entrada de Atenas en la Liga del Peloponeso con la condición de que no fueran derribadas las murallas. Dicha condición fue rechazada ante un eventual resurgimiento ateniense, por lo que la negociación no se llevaría a cabo sin la demolición de las defensas de la ciudad.

### Capitulación
Las circunstancias de la rendición de Atenas, y el papel que jugó en ella Terámenes fue controvertido para sus coetáneos. Se centraron las diatribas sobre su negociación en Esparta. Jenofonte le tacha de haberse demorado tres meses sin motivo cuando fue enviado a Samos a parlamentar con Lisandro. Lisias, en cambio, afirma que el retraso se produjo en Esparta, debido a que no existía un acuerdo sobre el destino que se le reservaba a Atenas. Como fue Lisandro el que envió a Terámenes a Esparta lo más probable es que la razón esté de parte de Lisias. En resumen, a Terámemes se le obligó a esperar sin saber el motivo, no siendo éste responsable de la prolongación del sufrimiento de Atenas. Otra acusación de la que fue objeto es la de haber incumplido su promesa de regresar con las capitulaciones, que hubieran conseguido que Atenas conservara su flota y sus muros. Promesa, en palabras de Simon Hornblower, «que no podía cumplir porque no sabía si podría mantenerla».
Con todo, Corinto y Tebas presionaban para que se destruyera Atenas, pero los espartanos vetaron dicha propuesta.
En todo caso, quien obstaculizó la conclusión de la paz fue Cleofonte. Los atenienses prescindieron de él, la Asamblea ratificó las condiciones negociadas por Terámenes y aceptó los términos de la rendición que le entregaron en Esparta. Dichos términos los consigna Jenofonte de manera sucinta:

... los lacedemonios harían la paz con tal de que los atenienses derribasen los Muros Largos y El Pireo, entregasen las naves excepto doce, admitiesen a los desterrados y tuvieran los mismos amigos y enemigos y, en consecuencia, siguieran a los lacedemonios por tierra y por mar adonde los llevasen.
Jenofonte, op. cit. ii.3.20-21.

No sin oposición, se aprobó aceptar la paz (abril de 404 a. C.) A continuación, Lisandro entró en El Pireo, regresaron los desterrados y los muros fueron demolidos al son de las flautas. Según refiere Jenofonte «los peloponesios creían que aquel día comenzaba la libertad para la Hélade». Con estas palabras el historiador concluye su relato de la guerra del Peloponeso.

### Balance
Entre 410 a. C. y 406 a. C., Atenas parecía próxima a la victoria. En 405 a. C., como consecuencia de la derrota en Egospótamos, vio interrumpido el suministro de cereales, hecho que constituyó la verdadera causa de su caída. La guerra había terminado y con ella el Imperio ateniense.
La fortificación de Decelia y las subsecuentes invasiones del Ática arruinaron a los propietarios rurales. El comercio exterior y las industrias entraron en crisis; las minas de Laurion quedaron paralizadas. «Masas empobrecidas y dependientes de las liberalidades del Estado ateniense y ricos resentidos contra éste fueron el resultado».
Atenas ofreció a Samos un tratado de isopoliteía: todos los samios serían atenienses y todos los atenienses serían samios, tratado que no llegó a concretarse.
A modo de epílogo, sirvan estas palabras de Victor Davis Hanson:

Poco después del fin de los combates, en el otoño de 405 a. C., la democracia, quebrantada por una derrota militar humillante y la muerte de millares de combatientes en el mar Egeo durante los diez años de la guerra de Decelia, comenzó a perder terreno. Tras la capitulación oficial de Atenas en la primavera de 404 a. C., el régimen democrático cedió su lugar a la oligarquía de los Treinta, mientras que los Estados tributarios de Atenas eran «liberados» y librados. Egospótamos marcó el fin oficial de las hostilidades directas entre Atenas y Esparta, pero la guerra no terminó oficialmente hasta que Atenas, asediada, renunció a la democracia en la primavera de 404 a. C.
Victor Davis Hanson (2008). La guerre du Péloponèse, París: Flammarion, ISBN 978-2-08-210327-5, p. 362